# Ole Sivert Bragstad
Ole Sivert Bragstad, född 4 september 1868 i Inderøy, död 10 mars 1927, var en norsk ingenjör.
Bragstad blev student 1890 och diplomingenjör vid tekniska högskolan i Dresden 1894. Efter att under en tid ha varit verksam som ingenjör i Kristiania och Königsberg blev han assistent i elektroteknik vid tekniska högskolan i Karlsruhe 1897, docent där 1901 och professor vid samma lärosäte 1905. Han lämnade denna tjänst 1908, då han blev beräkningsingenjör vid stålverken i Pittsburgh, men återvände 1910 till Norge, då han blev professor i elektroteknik vid Norges tekniska högskola i Trondheim, där han undervisade i växelströmsteknik, läran om elektriska bananläggningar samt om elektriska belysnings- och kraftanläggningar.
Bragstad publicerade i olika tekniska tidskrifter en rad avhandlingar, främst rörande asynkronmotorernas teori och beräkning. 1902 utkom hans Beitrag zur Theorie und Untersuchung von mehrphasigen Asynchronmotoren, ett värdefullt bidrag till motortypens utveckling. Tillsammans med den danske ingenjören Jens Lassen la Cour skrev Bragstad Theorie der Wechselströme. Bragstad var även innehavare av en rad patent; mest känd var en kaskadomformare avsedd för omformning av växelström till likström.